# Tomi Jurić
Tomislav (Tomi) Jurić (Sydney, 22 juli 1991) is een Australisch-Kroatisch voetballer die doorgaans speelt als spits. In september 2024 verruilde hij NorthEast United voor FC Koper. Jurić debuteerde in 2013 in het Australisch voetbalelftal.

## Clubcarrière
Jurić speelde in de jeugd bij Sydney Olympic en Sydney United en via die clubs kwam hij bij het Kroatische Croatia Sesvete uit. Aldaar scoorde hij twaalf keer in zijn eerste seizoen, wat hem een transfer naar Lokomotiva Zagreb opleverde. Die overstap werd geen succes en ook bij Inter Zaprešić mocht hij na een handjevol wedstrijden vertrekken. In 2013 keerde hij terug naar Australië, waar hij voor Adelaide United tekende. Op 16 februari 2013 debuteerde Jurić in de A-League. Tijdens een 2–1 nederlaag tegen Sydney FC maakte de spits de enige treffer voor Adelaide. In mei 2013 maakte Jurić de overstap naar Western Sydney Wanderers, waar hij voor twee jaar tekende. In 2014 won hij met zijn club de AFC Champions League. In de finale tegen Al-Hilal uit Saoedi-Arabië maakte hij de enige goal.
In januari 2015 wees Jurić een transfer naar het Chinese Shanghai Shenhua af omdat hij liever in Europa wilde spelen. Jurić tekende in augustus 2015 een contract tot medio 2016 bij Roda JC, dat in het voorgaande seizoen promoveerde naar de Eredivisie. In zijn verbintenis werd een optie voor nog een jaar opgenomen. Hij speelde dat seizoen zeventien competitie- en drie bekerwedstrijden voor de club, waarmee hij als veertiende eindigde. Roda JC wilde daarna met hem door, maar onderhandelingen over een verlengd verblijf liepen op niets uit.
Jurić tekende in juli 2016 een contract tot medio 2018 bij FC Luzern, dat hem zodoende transfervrij inlijfde. In zijn verbintenis werd ook hier een optie voor nog een seizoen opgenomen. Deze optie werd in maart 2018 gelicht waardoor hij vastlag tot medio 2019. Medio 2019 ging hij naar CSKA Sofia, waarna hij een jaar later terugkeerde naar Australië en voor Adelaide United ging spelen. Macarthur nam Jurić in de zomer van 2021 transfervrij over. Een jaar later liep zijn contract af en stapte de aanvaller over naar Melbourne Victory. Hier speelde hij ook een jaar en na een half seizoen zonder club tekende Jurić in januari 2024 voor NorthEast United. FC Koper werd in september van dat jaar zijn nieuwe club.

## Clubstatistieken
| Seizoen | Club                     | Competitie   | Competitie | Competitie | Beker | Beker | Internationaal | Internationaal | Totaal | Totaal |
| Seizoen | Club                     | Competitie   | Wed.       | Dlp.       | Wed.  | Dlp.  | Wed.           | Dlp.           | Wed.   | Dlp.   |
| ------- | ------------------------ | ------------ | ---------- | ---------- | ----- | ----- | -------------- | -------------- | ------ | ------ |
| 2010/11 | Croatia Sesvete          | 2. HNL       | 23         | 12         | 0     | 0     | —              | —              | 23     | 12     |
| 2011/12 | Lokomotiva Zagreb        | 1. HNL       | 14         | 3          | 0     | 0     | —              | —              | 14     | 3      |
| 2012/13 | Inter Zaprešić           | 1. HNL       | 12         | 0          | 1     | 0     | —              | —              | 13     | 0      |
| 2012/13 | Adelaide United          | A-League     | 7          | 2          | 1     | 0     | —              | —              | 8      | 2      |
| 2013/14 | Western Sydney Wanderers | A-League     | 20         | 8          | 2     | 0     | 9              | 4              | 31     | 12     |
| 2014/15 | Western Sydney Wanderers | A-League     | 14         | 4          | 0     | 0     | 2              | 0              | 16     | 4      |
| 2015/16 | Roda JC                  | Eredivisie   | 17         | 4          | 3     | 3     | —              | —              | 20     | 7      |
| 2016/17 | FC Luzern                | Super League | 30         | 8          | 3     | 3     | 1              | 0              | 34     | 11     |
| 2017/18 | FC Luzern                | Super League | 27         | 7          | 3     | 0     | 1              | 2              | 31     | 9      |
| 2018/19 | FC Luzern                | Super League | 7          | 0          | 1     | 1     | —              | —              | 8      | 1      |
| 2019/20 | CSKA Sofia               | Parva Liga   | 7          | 0          | 0     | 0     | —              | —              | 7      | 0      |
| 2020/21 | CSKA Sofia               | Parva Liga   | 3          | 1          | 1     | 0     | —              | —              | 4      | 1      |
| 2020/21 | Adelaide United          | A-League     | 18         | 9          | 0     | 0     | —              | —              | 18     | 9      |
| 2021/22 | Macarthur                | A-League     | 8          | 1          | 1     | 0     | —              | —              | 9      | 1      |
| 2022/23 | Melbourne Victory        | A-League     | 6          | 1          | 1     | 0     | —              | —              | 7      | 1      |
| 2023/24 | NorthEast United         | ISL          | 6          | 5          | 0     | 0     | —              | —              | 6      | 5      |
| 2024/25 | FC Koper                 | 1. Liga      | 21         | 12         | 5     | 4     | —              | —              | 26     | 16     |
| Totaal  | Totaal                   | Totaal       | 240        | 77         | 22    | 11    | 13             | 6              | 275    | 94     |

Bijgewerkt op 5 juni 2025.

## Interlandcarrière
Jurić debuteerde in het Australisch voetbalelftal op 20 juli 2013 in een vriendschappelijke wedstrijd tegen Zuid-Korea (0–0). Hij mocht van bondscoach Holger Osieck twee minuten voor tijd invallen voor Mitchell Duke. Op 25 juli 2013 maakte hij zijn eerste doelpunt, tegen Japan (3–2 nederlaag). Nadat hij was ingevallen voor Archie Thompson tekende hij voor de 2–2. Op basis van zijn afkomst kwam Jurić ook in aanmerking voor het Kroatisch voetbalelftal. Tijdens het Aziatisch kampioenschap scoorde Jurić in de wedstrijd tegen Oman het vierde doelpunt in januari 2015. De spits vierde het doelpunt met een Kroatische boodschap onder zijn tenue voor zijn familie. Jurić nam in juni 2017 met Australië deel aan de FIFA Confederations Cup in Rusland, waar in de groepsfase eenmaal werd verloren en tweemaal werd gelijkgespeeld.
| Interlands van Tomi Jurić voor Australië | Interlands van Tomi Jurić voor Australië | Interlands van Tomi Jurić voor Australië | Interlands van Tomi Jurić voor Australië | Interlands van Tomi Jurić voor Australië | Interlands van Tomi Jurić voor Australië |
| №                                        | Datum                                    | Wedstrijd                                | Uitslag                                  | Competitie                               | Goals                                    |
| Als speler van Western Sydney Wanderers  | Als speler van Western Sydney Wanderers  | Als speler van Western Sydney Wanderers  | Als speler van Western Sydney Wanderers  | Als speler van Western Sydney Wanderers  | Als speler van Western Sydney Wanderers  |
| ---------------------------------------- | ---------------------------------------- | ---------------------------------------- | ---------------------------------------- | ---------------------------------------- | ---------------------------------------- |
| 1                                        | 20 juli 2013                             | Zuid-Korea – Australië                   | 0 – 0                                    | Vriendschappelijk                        |                                          |
| 2                                        | 25 juli 2013                             | Japan – Australië                        | 3 – 2                                    | Vriendschappelijk                        | 78'                                      |
| 3                                        | 28 juli 2013                             | Australië – China                        | 3 – 4                                    | Vriendschappelijk                        |                                          |
| 4                                        | 4 september 2014                         | België – Australië                       | 2 – 0                                    | Vriendschappelijk                        |                                          |
| 5                                        | 8 september 2014                         | Saoedi-Arabië – Australië                | 2 – 3                                    | Vriendschappelijk                        |                                          |
| 6                                        | 9 januari 2015                           | Australië – Koeweit                      | 4 – 1                                    | AK 2015                                  |                                          |
| 7                                        | 13 januari 2015                          | Oman – Australië                         | 0 – 4                                    | AK 2015                                  | 70'                                      |
| 8                                        | 17 januari 2015                          | Australië – Zuid-Korea                   | 0 – 1                                    | AK 2015                                  |                                          |
| 9                                        | 27 januari 2015                          | Australië – Verenigde Arabische Emiraten | 2 – 0                                    | AK 2015                                  |                                          |
| 10                                       | 31 januari 2015                          | Zuid-Korea – Azerbeidzjan                | 1 – 2                                    | AK 2015                                  |                                          |
| 11                                       | 25 maart 2015                            | Macedonië – Australië                    | 0 – 0                                    | Vriendschappelijk                        |                                          |
| 12                                       | 30 maart 2015                            | Duitsland – Australië                    | 2 – 2                                    | Vriendschappelijk                        |                                          |
| 13                                       | 16 juni 2015                             | Kirgizië – Australië                     | 1 – 2                                    | WK 2018 kwalificatie                     |                                          |
| Als speler van Roda JC                   |                                          |                                          |                                          |                                          |                                          |
| 14                                       | 8 oktober 2015                           | Jordanië – Australië                     | 2 – 0                                    | WK 2018 kwalificatie                     |                                          |
| 15                                       | 12 november 2015                         | Australië – Kirgizië                     | 3 – 0                                    | WK 2018 kwalificatie                     |                                          |
| 16                                       | 27 mei 2016                              | Engeland – Australië                     | 2 – 1                                    | Vriendschappelijk                        |                                          |
| Als speler van FC Luzern                 |                                          |                                          |                                          |                                          |                                          |
| 17                                       | 1 september 2016                         | Australië – Irak                         | 2 – 0                                    | WK 2018 kwalificatie                     | 64'                                      |
| 18                                       | 6 september 2016                         | Verenigde Arabische Emiraten – Australië | 0 – 1                                    | WK 2018 kwalificatie                     |                                          |
| 19                                       | 6 oktober 2016                           | Saoedi-Arabië – Australië                | 2 – 2                                    | WK 2018 kwalificatie                     | 71'                                      |
| 20                                       | 11 oktober 2016                          | Australië – Japan                        | 1 – 1                                    | WK 2018 kwalificatie                     |                                          |
| 21                                       | 23 maart 2017                            | Irak – Australië                         | 1 – 1                                    | WK 2018 kwalificatie                     |                                          |
| 22                                       | 28 maart 2017                            | Australië – Verenigde Arabische Emiraten | 2 – 0                                    | WK 2018 kwalificatie                     |                                          |
| 23                                       | 8 juni 2017                              | Australië – Saoedi-Arabië                | 3 – 2                                    | WK 2018 kwalificatie                     | 7' 36'                                   |
| 24                                       | 19 juni 2017                             | Australië – Duitsland                    | 2 – 3                                    | Confederations Cup 2017                  | 56'                                      |
| 25                                       | 22 juni 2017                             | Kameroen – Australië                     | 1 – 1                                    | Confederations Cup 2017                  |                                          |
| 26                                       | 25 juni 2017                             | Chili – Australië                        | 1 – 1                                    | Confederations Cup 2017                  |                                          |
| 27                                       | 31 augustus 2017                         | Japan – Australië                        | 2 – 0                                    | WK 2018 kwalificatie                     |                                          |
| 28                                       | 5 september 2017                         | Australië – Thailand                     | 2 – 1                                    | WK 2018 kwalificatie                     | 69'                                      |
| 29                                       | 5 oktober 2017                           | Syrië – Australië                        | 1 – 1                                    | WK 2018 kwalificatie                     |                                          |
| 30                                       | 10 oktober 2017                          | Australië – Syrië                        | 2 – 1                                    | WK 2018 kwalificatie                     |                                          |
| 31                                       | 10 november 2017                         | Honduras – Australië                     | 0 – 0                                    | WK 2018 kwalificatie                     |                                          |
| 32                                       | 15 november 2017                         | Australië – Honduras                     | 3 – 1                                    | WK 2018 kwalificatie                     |                                          |
| 33                                       | 23 maart 2018                            | Noorwegen – Australië                    | 4 – 1                                    | Vriendschappelijk                        |                                          |
| 34                                       | 27 maart 2018                            | Colombia – Australië                     | 0 – 0                                    | Vriendschappelijk                        |                                          |
| 35                                       | 6 juni 2018                              | Hongarije – Australië                    | 1 – 2                                    | Vriendschappelijk                        |                                          |
| 36                                       | 16 juni 2018                             | Frankrijk – Australië                    | 2 – 1                                    | WK 2018                                  |                                          |
| 37                                       | 21 juni 2018                             | Denemarken – Australië                   | 1 – 1                                    | WK 2018                                  |                                          |
| 38                                       | 26 juni 2018                             | Australië – Peru                         | 0 – 2                                    | WK 2018                                  |                                          |
| 39                                       | 15 oktober 2018                          | Koeweit – Australië                      | 0 – 4                                    | Vriendschappelijk                        |                                          |
| 40                                       | 17 november 2018                         | Australië – Zuid-Korea                   | 1 – 1                                    | Vriendschappelijk                        |                                          |
| 41                                       | 20 november 2018                         | Australië – Libanon                      | 3 – 0                                    | Vriendschappelijk                        |                                          |

Bijgewerkt op 5 juni 2025.

## Erelijst
| Competitie               |                          |                          |                          |                          |
| Competitie               | Aantal                   | Jaren                    |                          |                          |
| Western Sydney Wanderers | Western Sydney Wanderers | Western Sydney Wanderers | Western Sydney Wanderers | Western Sydney Wanderers |
| ------------------------ | ------------------------ | ------------------------ | ------------------------ | ------------------------ |
| AFC Champions League     | 1                        | 2014                     |                          |                          |
| Australië                |                          |                          |                          |                          |
| Aziatisch kampioenschap  | 1                        | 2015                     |                          |                          |